# Grand Prix Júnior de Patinação Artística no Gelo de 2009–10
O Grand Prix Júnior de Patinação Artística no Gelo de 2009–10 foi a décima terceira temporada do Grand Prix ISU Júnior, uma série de competições de nível júnior de patinação artística no gelo disputada na temporada 2009–10. São distribuídas medalhas em quatro disciplinas, individual masculino e individual feminino, duplas e dança no gelo. Os patinadores ganham pontos com base na sua posição em cada evento e os oito primeiros de cada disciplina são qualificados para competir na final do Grand Prix Júnior, realizada em Tóquio, Japão.
A competição é organizada pela União Internacional de Patinação (em inglês:  International Skating Union), a série Grand Prix começou em 26 de agosto e continuaram até 6 dezembro de 2009.

## Calendário
| #     | Evento                                   | Localização                 | Data                 | Notas                       | Ref   |
| ----- | ---------------------------------------- | --------------------------- | -------------------- | --------------------------- | ----- |
| 1     | Grand Prix Júnior de Budapeste de 2009   | Budapeste, Hungria          | 26–30 de agosto      | Não houve disputa de duplas | [ 1 ] |
| 2     | Grand Prix Júnior de Lake Placid de 2009 | Lake Placid, Estados Unidos | 2–6 de setembro      |                             | [ 2 ] |
| 3     | Toruń Cup de 2009                        | Toruń, Polônia              | 9–13 de setembro     |                             | [ 3 ] |
| 4     | Minsk Ice de 2009                        | Minsk, Bielorrússia         | 23–27 de setembro    |                             | [ 4 ] |
| 5     | Blue Swords de 2009                      | Dresden, Alemanha           | 30 de set.–4 de out. |                             | [ 5 ] |
| 6     | Croatia Cup de 2009                      | Zagreb, Croácia             | 7–11 de outubro      | Não houve disputa de duplas | [ 6 ] |
| 7     | Grand Prix Júnior de Bósforo de 2009     | Istambul, Turquia           | 14–18 de outubro     | Não houve disputa de duplas | [ 7 ] |
| Final | Final do Grand Prix Júnior de 2009–10    | Tóquio, Japão               | 3–6 de dezembro      | Junto com a final sênior    | [ 8 ] |

## Medalhistas

### Grand Prix Júnior de Budapeste
| Evento                        | Ouro                                       | Prata                                         | Bronze                                        |
| Individual masculino detalhes | Richard Dornbush · Estados Unidos          | Grant Hochstein · Estados Unidos              | Zhan Bush · Rússia                            |
| Individual feminino detalhes  | Polina Shelepen · Rússia                   | Angela Maxwell · Estados Unidos               | Haruka Imai · Japão                           |
| Dança no gelo detalhes        | Elena Ilinykh · Nikita Katsalapov · Rússia | Karen Routhier · Eric Saucke-Lacelle · Canadá | Lorenza Alessandrini · Simone Vaturi · Itália |

### Grand Prix Júnior de Lake Placid
| Evento                        | Ouro                                             | Prata                                   | Bronze                                          |
| Individual masculino detalhes | Ross Miner · Estados Unidos                      | Kento Nakamura · Japão                  | Mark Shakhmatov · Rússia                        |
| Individual feminino detalhes  | Kristine Musademba · Estados Unidos              | Ksenia Makarova · Rússia                | Isabelle Olsson · Suécia                        |
| Duplas detalhes               | Kaleigh Hole · Adam Johnson · Canadá             | Ksenia Stolbova · Fedor Klimov · Rússia | Narumi Takahashi · Mervin Tran · Japão          |
| Dança no gelo detalhes        | Maia Shibutani · Alex Shibutani · Estados Unidos | Kharis Ralph · Asher Hill · Canadá      | Lauri Bonacorsi · Travis Mager · Estados Unidos |

### Toruń Cup
| Evento                        | Ouro                                       | Prata                                      | Bronze                                            |
| Individual masculino detalhes | Yuzuru Hanyu · Japão                       | Austin Kanallakan · Estados Unidos         | Gordei Gorshkov · Rússia                          |
| Individual feminino detalhes  | Kanako Murakami · Japão                    | Anna Ovcharova · Rússia                    | Christina Gao · Estados Unidos                    |
| Duplas detalhes               | Narumi Takahashi · Mervin Tran · Japão     | Tatiana Novik · Mikhail Kuznetsov · Rússia | Brittany Jones · Kurtis Gaskell · Canadá          |
| Dança no gelo detalhes        | Elena Ilinykh · Nikita Katsalapov · Rússia | Marina Antipova · Artem Kudashev · Rússia  | Isabella Cannuscio · Ian Lorello · Estados Unidos |

### Minsk Ice
| Evento                        | Ouro                                     | Prata                                              | Bronze                                 |
| Individual masculino detalhes | Artur Gachinski · Rússia                 | Song Nan · China                                   | Stanislav Kovalev · Rússia             |
| Individual feminino detalhes  | Polina Shelepen · Rússia                 | Yuki Nishino · Japão                               | Ksenia Makarova · Rússia               |
| Duplas detalhes               | Sui Wenjing · Han Cong · China           | Zhang Yue · Wang Lei · China                       | Kaleigh Hole · Adam Johnson · Canadá   |
| Dança no gelo detalhes        | Ksenia Monko · Kirill Khaliavin · Rússia | Rachel Tibbetts · Collin Brubaker · Estados Unidos | Alisa Agafonova · Dmitri Dun · Ucrânia |

### Blue Swords
| Evento                        | Ouro                                             | Prata                                         | Bronze                                           |
| Individual masculino detalhes | Song Nan · China                                 | Artur Gachinski · Rússia                      | Gordei Gorshkov · Rússia                         |
| Individual feminino detalhes  | Kiri Baga · Estados Unidos                       | Angela Maxwell · Estados Unidos               | Polina Agafonova · Rússia                        |
| Duplas detalhes               | Sui Wenjing · Han Cong · China                   | Zhang Yue · Wang Lei · China                  | Britney Simpson · Nathan Miller · Estados Unidos |
| Dança no gelo detalhes        | Ekaterina Pushkash · Jonathan Guerreiro · Rússia | Lorenza Alessandrini · Simone Vaturi · Itália | Piper Gilles · Zachary Donohue · Estados Unidos  |

### Croatia Cup
| Evento                        | Ouro                                             | Prata                              | Bronze                                         |
| Individual masculino detalhes | Yuzuru Hanyu · Japão                             | Ross Miner · Estados Unidos        | Zhan Bush · Rússia                             |
| Individual feminino detalhes  | Kanako Murakami · Japão                          | Kate Charbonneau · Canadá          | Ellie Kawamura · Estados Unidos                |
| Dança no gelo detalhes        | Maia Shibutani · Alex Shibutani · Estados Unidos | Kharis Ralph · Asher Hill · Canadá | Tatiana Baturintseva · Ivan Volobuiev · Rússia |

### Grand Prix Júnior de Bósforo
| Evento                        | Ouro                                     | Prata                                            | Bronze                                            |
| Individual masculino detalhes | Yan Han · China                          | Stanislav Kovalev · Rússia                       | Kento Nakamura · Japão                            |
| Individual feminino detalhes  | Kiri Baga · Estados Unidos               | Sofia Biryukova · Rússia                         | Christina Gao · Estados Unidos                    |
| Dança no gelo detalhes        | Ksenia Monko · Kirill Khaliavin · Rússia | Ekaterina Pushkash · Jonathan Guerreiro · Rússia | Isabella Cannuscio · Ian Lorello · Estados Unidos |

### Final do Grand Prix Júnior
| Evento                        | Ouro                                     | Prata                                      | Bronze                                           |
| Individual masculino detalhes | Yuzuru Hanyu · Japão                     | Song Nan · China                           | Ross Miner · Estados Unidos                      |
| Individual feminino detalhes  | Kanako Murakami · Japão                  | Polina Shelepen · Rússia                   | Christina Gao · Estados Unidos                   |
| Duplas detalhes               | Sui Wenjing · Han Cong · China           | Narumi Takahashi · Mervin Tran · Japão     | Zhang Yue · Wang Lei · China                     |
| Dança no gelo detalhes        | Ksenia Monko · Kirill Khaliavin · Rússia | Elena Ilinykh · Nikita Katsalapov · Rússia | Maia Shibutani · Alex Shibutani · Estados Unidos |

## Classificação para a Final do Grand Prix Júnior
Cada patinador pontua dependendo da posição obtida, somando as duas melhores pontuações. Os oito melhores se classificam para disputa da final. A pontuação por eventos é a seguinte:
| Pos. | Pontos (Individuais/Dança) | Pontos (Duplas) |
| ---- | -------------------------- | --------------- |
| 1º   | 15                         | 15              |
| 2º   | 13                         | 13              |
| 3º   | 11                         | 11              |
| 4º   | 9                          | 9               |
| 5º   | 7                          | 7               |
| 6º   | 5                          | 5               |
| 7º   | 4                          | 4               |
| 8º   | 3                          | 3               |
| 9º   | 2                          | –               |
| 10º  | 1                          | –               |

### Classificados
|            | Masculino             | Feminino               | Duplas                                  | Dança no gelo                               |
| ---------- | --------------------- | ---------------------- | --------------------------------------- | ------------------------------------------- |
| 1          | JPN Yuzuru Hanyu      | JPN Kanako Murakami    | CHN Sui Wenjing / Han Cong              | USA Maia Shibutani / Alex Shibutani         |
| 2          | USA Ross Miner        | RUS Polina Shelepen    | JPN Narumi Takahashi / Mervin Tran      | RUS Ksenia Monko / Kirill Khaliavin         |
| 3          | CHN Song Nan          | USA Kiri Baga          | CAN Kaleigh Hole / Adam Johnson         | RUS Elena Ilinykh / Nikita Katsalapov       |
| 4          | RUS Artur Gachinski   | USA Angela Maxwell     | CHN Zhang Yue / Wang Lei                | RUS Ekaterina Pushkash / Jonathan Guerreiro |
| 5          | JPN Kento Nakamura    | RUS Ksenia Makarova    | RUS Tatiana Novik / Mikhail Kuznetsov   | CAN Kharis Ralph / Asher Hill               |
| 6          | RUS Stanislav Kovalev | USA Christina Gao      | USA Britney Simpson / Nathan Miller     | ITA Lorenza Alessandrini / Simone Vaturi    |
| 7          | USA Richard Dornbush  | RUS Anna Ovcharova     | RUS Alexandra Vasilieva / Yuri Shevchuk | RUS Marina Antipova / Artem Kudashev        |
| 8          | USA Grant Hochstein   | USA Ellie Kawamura     | RUS Ksenia Stolbova / Fedor Klimov      | USA Isabella Cannuscio / Ian Lorello        |
| Substituto |                       |                        |                                         |                                             |
| 1º         | USA Austin Kanallakan | JPN Yuki Nishino       | CAN Brittany Jones / Kurtis Gaskell     | CAN Karen Routhier / Eric Saucke-Lacelle    |
| 2º         | RUS Gordei Gorshkov   | USA Kristine Musademba | SUI Anaïs Morand / Antoine Dorsaz       | UKR Alisa Agafonova / Dmitri Dun            |
| 3º         | RUS Zhan Bush         | CAN Kate Charbonneau   | CAN Maddison Bird / Raymond Schultz     | RUS Tatiana Baturintseva / Ivan Volobuiev   |